# Zehnkampf-Länderkampf der Männer 1970 Frankreich – BR Deutschland – Schweiz
| 10. Leichtathletik-Länderkampf mit bundesdeutscher Beteiligung 1970 | 10. Leichtathletik-Länderkampf mit bundesdeutscher Beteiligung 1970 |
| ------------------------------------------------------------------- | ------------------------------------------------------------------- |
|                                                                     |                                                                     |
| Zehnkampf der Männer: Frankreich – BR Deutschland – Schweiz         |                                                                     |
| Austragungsort                                                      | Lyon                                                                |
| Wettbewerbe                                                         | 1                                                                   |
| Datum                                                               | 3./4. Oktober                                                       |
| 1. FRG 2. SUI 3. FRA                                                | 52 Punkte 38 Punkte 21 Punkte                                       |
| Chronik                                                             |                                                                     |
| ← NLD-FRG-FRA Fünfkampf (F)                                         | erster LK 1971:00 NLD-FRG-SUI Straßenlauf (M) →                     |

Im zehnten und letzten Vergleich des Länderkampfjahres 1970 Länderkampf des Jahres wurde wie 1969 ein Zehnkampf mit Frankreich und der Schweiz ausgetragen. Die Geher der drei Nationen hatten sich in dieser Saison am 27./28. Juni in Schwaig bei Nürnberg getroffen. Im Zehnkampf trugen die drei Länder nun ihren bereits siebten Länderkampf aus. Jeden dieser Wettkämpfe hatten die bundesdeutschen Zehnkämpfer für sich entschieden.

## Wettbewerbe und Modus
Jede Nation stellte sechs Zehnkämpfer, von denen die fünf Besten über ihre Platzierungen gewertet wurden. Der Erstplatzierte erhielt sechzehn Punkte, der Zweite vierzehn, der Dritte dreizehn, der Vierte zwölf Punkte usw.

## Ergebnis
In der Einzelwertung lag ein bundesdeutscher Zehnkämpfer vorn. Mit ihren weiteren Platzierung auf den Rängen drei, sieben, acht und zehn gewann die Bundesrepublik Deutschland mit 52 Punkten auch die Gesamtwertung des Ländervergleichs. Die Schweiz kam als wiederum Zweiter auf 38 und Frankreich als erneuter Dritter auf 21 Punkte.

## Legende
Kurze Übersicht zur Bedeutung der Symbolik – so üblicherweise auch in sonstigen Veröffentlichungen verwendet:
| DNF | nicht im Ziel (did not finish) |
| DNS | nicht am Start (did not start) |
| NMH | keine Höhe (No Mark)           |
| LK  | Länderkampf                    |

## Resultat Zehnkampf
| Platz | Name                | Nation | Punkte | 100 m  | Weit- sprung | Kugel- stoßen | Hoch- sprung | 400 m  | 110 m Hürden | Diskus- wurf | Stabhoch- sprung | Speer- wurf | 1500 m     |
| ----- | ------------------- | ------ | ------ | ------ | ------------ | ------------- | ------------ | ------ | ------------ | ------------ | ---------------- | ----------- | ---------- |
| 01    | Herbert Swoboda     | FRG    | 7423   | 10,9 s | 7,23 m       | 13,56 m       | 1,75 m       | 50,7 s | 15,9 s       | 39,00 m      | 4,30 m           | 61,64 m     | 4:39,0 min |
| 02    | Edy Hubacher        | SUI    | 7277   | 10,9 s | 6,65 m       | 17,60 m       | 1,80 m       | 51,9 s | 15,7 s       | 52,40 m      | 3,50 m           | 52,48 m     | 5:09,1 min |
| 03    | Gerhard Tilmann     | FRG    | 7221   | 11,2 s | 6,41 m       | 15,29 m       | 1,75 m       | 51,1 s | 15,8 s       | 42,08 m      | 3,90 m           | 54,60 m     | 4:27,5 min |
| 04    | Pierre Schoebel     | FRA    | 7178   | 10,8 s | 6,75 m       | 14,11 m       | 1,75 m       | 50,9 s | 15,8 s       | 37,64 m      | 4,20 m           | 56,16 m     | 4:53,2 min |
| 05    | Hansruedi Kunz      | SUI    | 7083   | 11,2 s | 6,58 m       | 14,49 m       | 1,75 m       | 50,6 s | 15,8 s       | 37,04 m      | 4,20 m           | 58,04 m     | 4:55,1 min |
| 06    | Charlemagne Anyamah | FRA    | 6991   | 11,2 s | 6,16 m       | 14,15 m       | 1,75 m       | 50,7 s | 14,9 s       | 43,22 m      | 3,60 m           | 54,56 m     | 4:52,7 min |
| 07    | Helmut Kammermeier  | FRG    | 6909   | 11,0 s | 6,56 m       | 13,12 m       | 1,70 m       | 52,2 s | 15,8 s       | 39,96 m      | 3,90 m           | 56,58 m     | 4:51,8 min |
| 08    | Engelbert Paß       | FRG    | 6866   | 11,2 s | 6,82 m       | 13,11 m       | 1,80 m       | 51,3 s | 15,7 s       | 40,44 m      | 3,60 m           | 44,56 m     | 4:44,4 min |
| 09    | Hansruedi Born      | SUI    | 6755   | 11,8 s | 6,15 m       | 11,94 m       | 1,73 m       | 52,1 s | 16,1 s       | 34,84 m      | 3,90 m           | 42,80 m     | 4:50,4 min |
| 10    | Karl-Jürgen Leyhe   | FRG    | 6664   | 11,2 s | 6,91 m       | 14,06 m       | 1,75 m       | 51,3 s | 16,8 s       | 34,72 m      | 3,60 m           | 60,82 m     | 5:28,5 min |
| 11    | Jean-Pierre Duclos  | FRA    | 6662   | 11,4 s | 6,77 m       | 12,73 m       | 1,70 m       | 51,9 s | 15,8 s       | 35,78 m      | 4,10 m           | 47,88 m     | 4:58,2 min |
| 12    | Daniel Riedo        | SUI    | 6660   | 11,1 s | 6,39 m       | 12,15 m       | 1,83 m       | 52,1 s | 14,7 s       | 35,66 m      | 3,80 m           | 44,80 m     | 5:16,4 min |
| 13    | Emerius Villeroy    | FRA    | 6535   | 11,1 s | 6,46 m       | 12,23 m       | 1,86 m       | 53,9 s | 15,8 s       | 35,12 m      | 3,90 m           | 44,78 m     | 5:19,5 min |
| 14    | Kurt Altherr        | SUI    | 6534   | 11,5 s | 6,23 m       | 13,60 m       | 1,65 m       | 53,8 s | 17,0 s       | 38,84 m      | 4,00 m           | 61,82 m     | 5:03,3 min |
| 15    | Frédéric Roche      | FRA    | 6375   | 11,5 s | 6,76 m       | 12,48 m       | 1,83 m       | 55,5 s | 16,3 s       | 43,50 m      | 3,70 m           | 37,50 m     | 5:12,9 min |
| 16    | Michel Tranchant    | FRA    | 5644   | 11,8 s | 6,44 m       | 13,33 m       | 1,83 m       | 55,0 s | 16,8 s       | 45,50 m      | NMH              | 49,12 m     | 5:14,5 min |
| DNF   | Heini Guhl          | SUI    |        | 11,5 s | 6,58 m       | 10,58 m       | 1,80 m       | 52,1 s | 15,7 s       | 36,42 m      | NMH              | 52,88 m     | DNS        |
| DNF   | Wolfgang Linkmann   | FRG    |        | 12,2 s | DNS          |               |              |        |              |              |                  |             |            |